# Château de Greifenstein (Grisons)
Pour les articles homonymes, voir Greifenstein.
Le château de Greifenstein est un château en ruine situé au-dessus de l'Albula, sur le territoire de la commune grisonne de Filisur, en Suisse.

## Histoire
Si la date exacte de construction du château est inconnue, on suppose qu'il date de la seconde moitié du XIIe siècle ; à cette époque Greifenstein était le centre de la seigneurie homonyme qui comptait, en plus de Filisur également Bergün, Latsch et Stuls. La famille Freiherren von Greifenstein, propriétaires des lieux, descendait de celle de Freiherren von Wildenberg. Elle cède le château et la seigneurie aux seigneurs de Wildenberger aux alentours de 1300 qui, à leur tour, les vendent à l'évêque de Coire quelques années plus tard ; le château de Greifenstein devient alors le centre administratif de la vallée de l'Albula et conserve ce rôle jusqu'à son rachat par la commune en 1537.
Le château est alors abandonné et s'effondre rapidement (en 1550 déjà, Ulrich Campell le décrit comme partiellement détruit) ; seul le toit est resté intact jusqu'au XIXe siècle, lorsqu'une partie des poutres et des pierres taillées furent utilisées pour la construction du nouveau bâtiment scolaire communal. Les ruines du château sont inscrites comme bien culturel d'importance nationale.

## Source
- (de) Cet article est partiellement ou en totalité issu de l’article de Wikipédia en allemand intitulé « Burg Greifenstein (Filisur) » (voir la liste des auteurs).